# Cortemilia
Cortemilia (piemontesisch Cortmija) ist eine Gemeinde in der italienischen Provinz Cuneo (CN), Region Piemont.

## Lage und Einwohner
Cortemilia liegt 72 km nordöstlich von der Provinzhauptstadt Cuneo entfernt in der Weinregion Alta Langa, am Bormida di Millesimo, dem westlichen Quellfluss der Bormida. Das Gemeindegebiet umfasst eine Fläche von 24.99 km² und hat 2149 Einwohner (Stand 31. Dezember 2023). Die Gemeinde besteht aus den Fraktionen (Frazioni) San Michele, San Pantaleo, Castella, Pieve, Bruceto, Doglio, San Giacomo, Santa Lucia, Sulite und Salino. Die Nachbargemeinden sind Bergolo, Bosia, Castino, Perletto, Pezzolo Valle Uzzone, Serole und Torre Bormida.

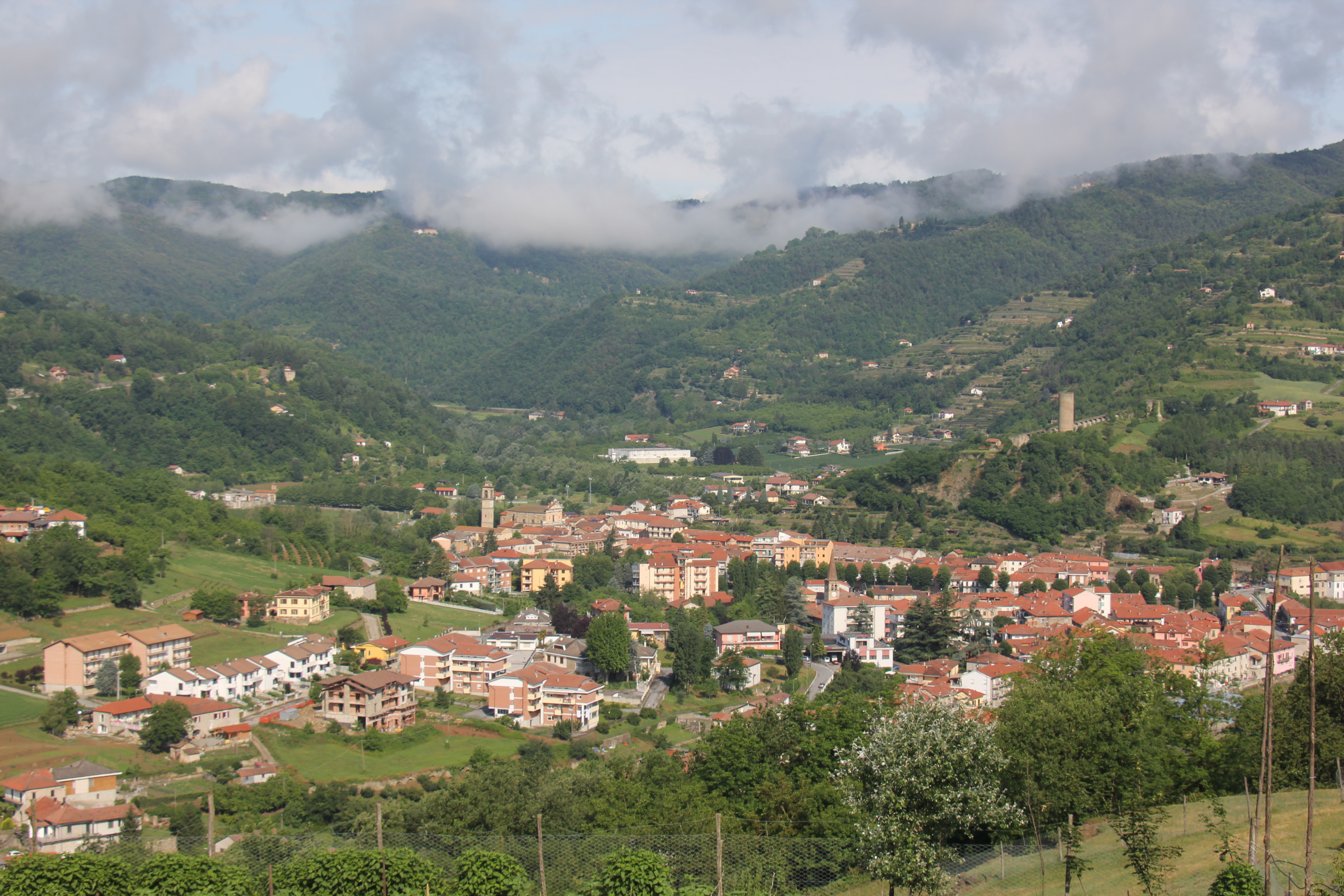
Cortemilia

## Geschichte

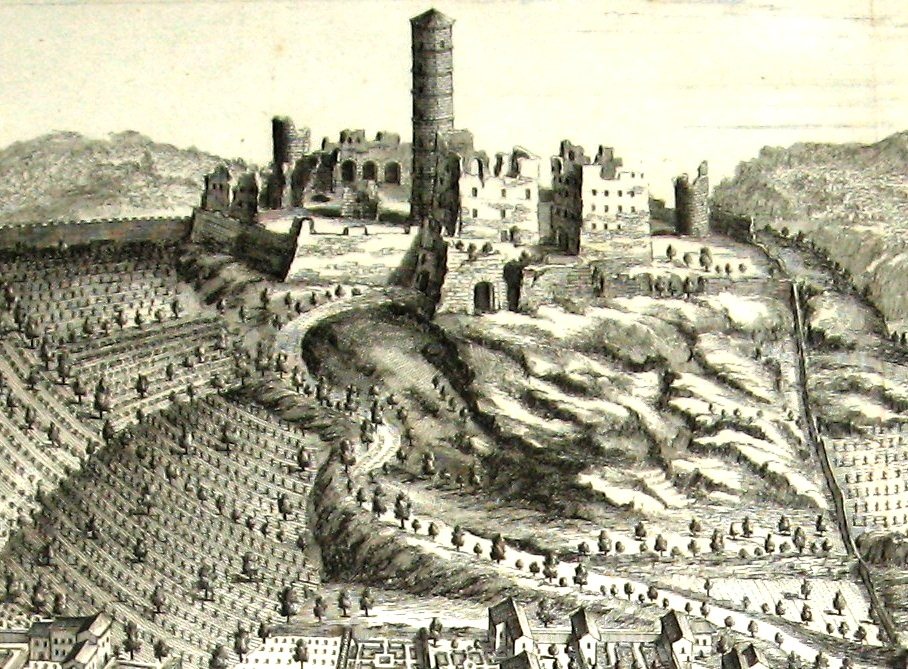
Cortemilia 1682

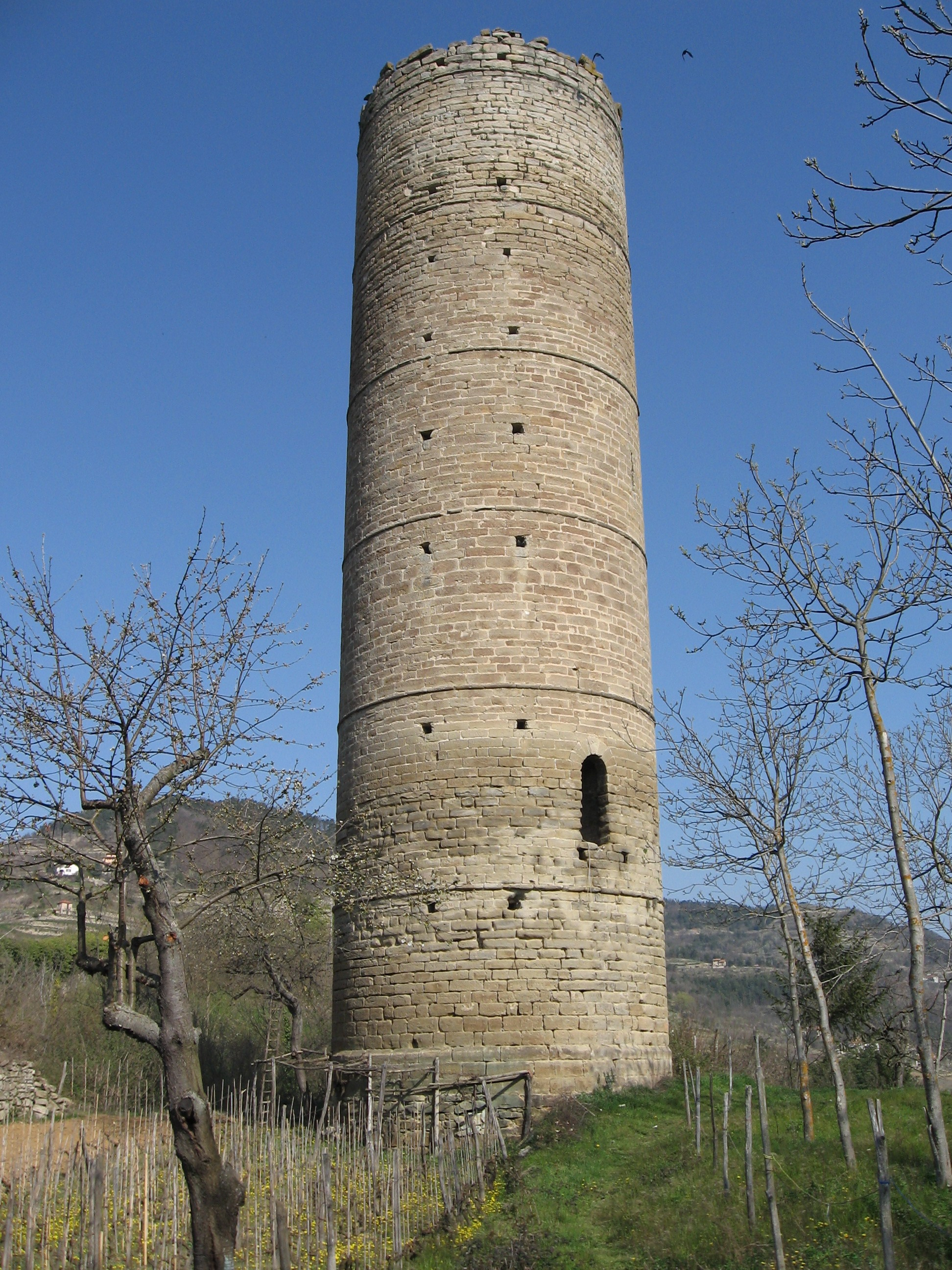
Turm von Cortemilia

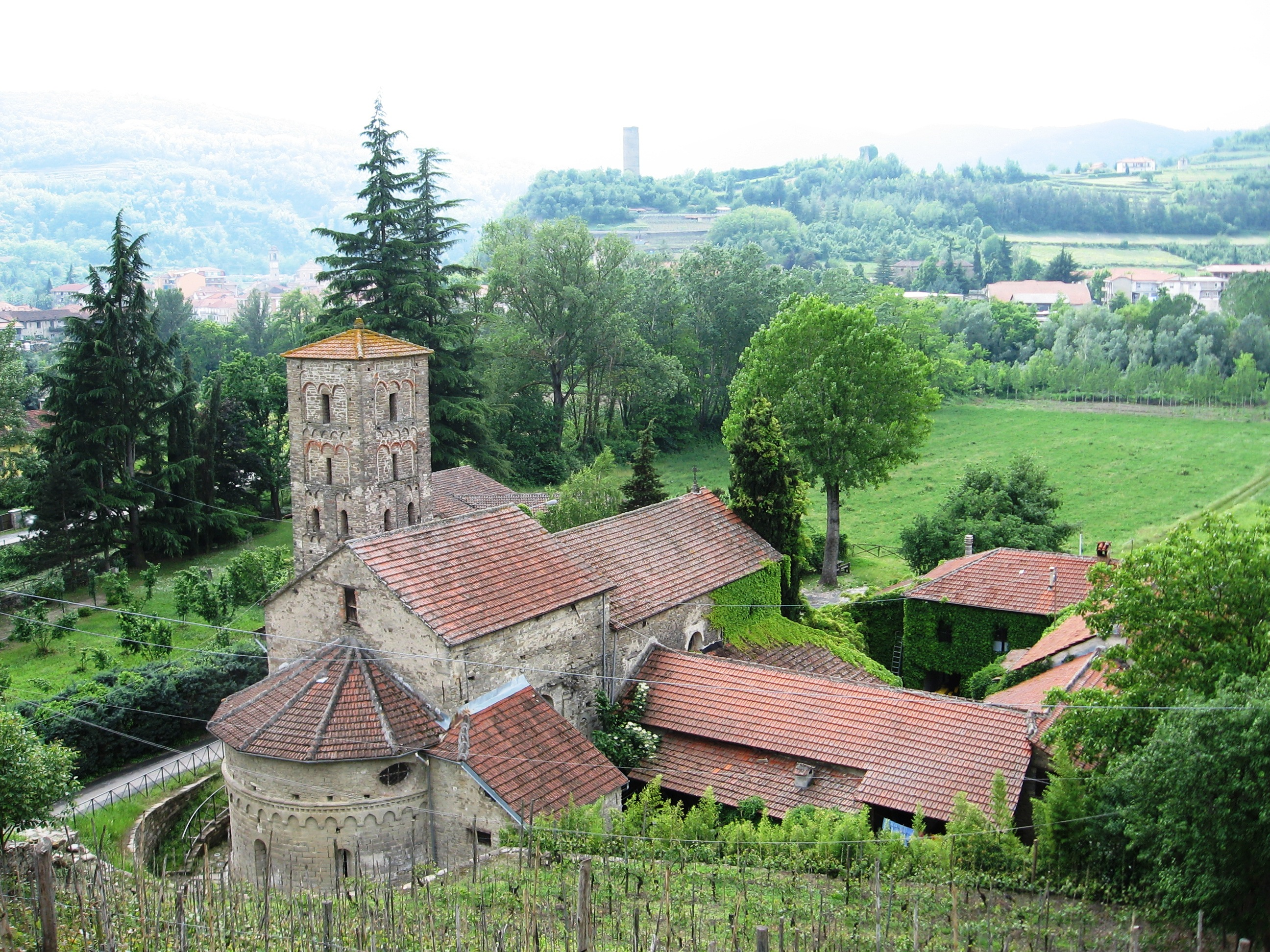
Kirche Madonna della Pieve

Der in der Römerzeit gegründete Ortsname Cohors Aemilia leitet sich vom lateinischen Curtis Aemilia oder Imilia ab. Der Name Cohors Aemilia würde sich einer eher anerkannten Hypothese zufolge auf den Konsul und späteren Zensor Marco Emilio Scauro beziehen, der ab 109 v. Chr. für die Vorbereitung der Route und den Bau der Via Aemilia Scauri verantwortlich war.
Die erste sichere Dokumentation stammt aus dem 10. Jahrhundert (967) und zwar aus dem Diplom, mit dem Otto I. Cortemilia (Curtemilia) und 15 weitere „Höfe“ des „Vasto“ dem Marquis Aleramo übertrug. In einem anderen Dokument aus dem Jahr 991, das sich auf die Gründung der Abtei San Quintino di Spigno bezieht. In weiteren Dokumenten aus dem 10., 12. und 13. Jahrhundert wird es als „Cortemiglia“, „Curtimilia“, „Cortimilia“, „Curtismillia“, „Curtemilius“ und „Curtisumilia“ erwähnt.
Zwischen dem 13. und 14. Jahrhundert gab es in Cortemilia eine Münzstätte, die im Auftrag der Markgrafen von Carretto verschiedene wertvolle Gold- und Silbermünzen prägte. 1348 wütete die Pest in der Gemeinde. Eine weiter Pestepidemie im Jahr 1530 und eine schwere Überschwemmung im Jahr 1584, unter der die Gegend aufgrund der Bormida- und Uzzone-Viren litt, führten zu einem weiteren Rückgang der Einwohnerzahl. Im Jahr 1630 erlitt die Burg schwere Schäden durch die französischen und 1636 durch die österreichischen Truppen.
Im Mittelalter gehörte es den Markgrafen von Vasto. Später unterstand es der Gemeinde Asti, den Scarampi und den Markgrafen von Monferrato. Unter verschiedenen Herrschaften wurde es schließlich Teil des savoyischen Staates, dessen Schicksal es teilte.

## Sehenswürdigkeiten
- Die Kirche Madonna della Pieve aus dem 11.–13. Jahrhundert am Rande der Stadt. Sie ist mit einem romanischen Glockenturm und einer gotischen polygonalen Apsis ausgestattet und präsentiert im Inneren ein wertvolles frühmittelalterliches Steintriptychon mit der Darstellung der „Herrlichkeit der Jungfrau“.
- Die Kirchen San Michele und San Pantaleone in den beiden gleichnamigen Stadtteilen stammen aus dem 16. Jahrhundert.
- Bemerkenswert sind auch die Ruinen der Burg mit dem zylindrische Turm aus dem Jahr 1200.[4]
- Das Franziskanerkloster, das vermutlich vom Heiligen Franziskus im Jahr 1213 erbaut wurde.

## Kulinarische Spezialität
In Cortemilia werden Reben für den Dolcetto d’Alba, einen Rotwein mit DOC-Status angebaut. Die Beeren der Rebsorten Spätburgunder und/oder Chardonnay dürfen zum Schaumwein Alta Langa verarbeitet werden.
Cortemilia gilt als Hauptstadt der Haselnuss, die hier angebaut und verarbeitet wird. Die Tonda Gentile ist eine einzigartige Sorte, die nur hier angebaut wird. Der Haselnuss-Kuchen (Torta di Nocciole) zählt zu den bekanntesten Spezialitäten. Ende August findet seit 70 Jahren die Nationale Haselnussmesse (Fiera Nazionale della Nocciola di Cortemilia) statt.